# Kolksee bei Schellhorn
Kolksee bei Schellhorn este o arie protejată (arie specială de conservare — SAC, sit de importanță comunitară — SCI) din Germania întinsă pe o suprafață de 6 ha, integral pe uscat.

## Localizare
Centrul sitului Kolksee bei Schellhorn este situat la coordonatele 54°12′44″N 10°19′41″E / 54.2122°N 10.3281°E.

## Înființare
Situl Kolksee bei Schellhorn a fost declarat sit de importanță comunitară în septembrie 2004 pentru a proteja 1 specie de animale. Situl a fost protejat și ca arie specială de conservare în ianuarie 2010.

## Biodiversitate
Situată în ecoregiunea continentală, aria protejată conține 2 habitate naturale: Ape puternic oligomezotrofe cu vegetație bentonică cu Chara spp., Păduri de fag Asperulo-Fagetum.
La baza desemnării sitului se află o specie protejată de  nevertebrate: Vertigo moulinsiana